# فرودگاه بین‌المللی کنت
فرودگاه بین‌المللی کنت (به انگلیسی: Kent International Airport) یک فرودگاه همگانی حمل و نقل با کد یاتا MSE است که یک باند فرود آسفالت و بتن دارد و طول باند آن ۲۷۵۲ متر است. این فرودگاه در کشور انگلستان قرار دارد و در ارتفاع ۵۴ متری از سطح دریا واقع شده است.